# Polisoma
I polisomi (o poliribosomi) sono ribosomi associati allo stesso mRNA che attuano una codifica di proteine in serie.
Nei polisomi, più ribosomi si legano alla stessa molecola di RNA messaggero attraverso la quale si muovono dal codone iniziale fino a quello finale, in direzione 3'. I polisomi rendono possibile la rapida sintesi di copie multiple di un polipeptide a partire dalle istruzioni trasportate da un'unica molecola di mRNA.